# Preventivo fiscale
Il preventivo fiscale, o solo preventivo, è il calcolo dei costi per un determinato lavoro o servizio, proposto da un professionista ad un'azienda o ad un privato. A differenza della stima, che è solo un calcolo approssimativo dei costi e che quindi può subire delle variazioni, il preventivo fiscale è vincolante. Ciò vuol dire che il professionista si impegna a garantire il suo servizio per il prezzo indicato sul preventivo. Il preventivo deve contenere una serie di elementi fondamentali  e altri elementi utili per la conversione in formato XML, cioè in fattura elettronica :
- data di scrittura;
- data di scadenza della validità;
- tempistiche per il lavoro (indicare i tempi della produzione del bene in vendita e/o dello svolgimento del servizio considerando anche i tempi per la reperibilità del materiali per la produzione del bene);
- dati del professionista:
  - Tipo di soggetto;
  - Nome e Cognome;
  - Partita IVA;
  - Codice fiscale;
  - Albo Professionale;
  - Provincia Albo Professionale (indicare la provincia in cui si è iscritti);
  - Data iscrizione all'Albo professionale;
  - Numero iscrizione all'Albo Professionale;
  - Titolo Onorifico (non obbligatorio su un preventivo ma lo diventa al momento che il preventivo venga convertito in XML da inviare al Sistema di Interscambio);
  - Codice EORI (non obbligatorio su un preventivo ma lo diventa al momento che il preventivo venga convertito in XML da inviare al Sistema di Interscambio);
- dati del cliente (azienda o privato);
- indicare i costi al netto (dividere tutti i costi per singole voci) del bene e/o del servizio;
- aliquota fiscale:
  - o indicare un'eventuale esenzioni IVA (nel caso in cui si tratti di vendita di beni a scopo sanitario, prestazioni sanitarie e in caso di regimi fiscali adottati dal Libero Professionista);
  - o indicare il costo al lordo (costo netto con + IVA oppure applicare la giusta aliquota) del bene e/o del servizio in mancanza di questa specifica il valore sarà comprensivo d'IVA;
- eventuali costi aggiuntivi:
  - INPS;
  - Cassa previdenziale;
  - Ritenuta d'acconto;
  - Ritenuta Previdenziale;
  - Bollo;
- inserire un richiamo alla eventuale presentazione di un consuntivo (non è obbligatoria);
- modalità di pagamento (non obbligatorio):
  - 30, 60 o 90 giorni;
  - metodologia di pagamento:
    - carta di debito o similari;
    - bonifico bancario;
    - contanti:
    - altro...
- firma e timbro di chi redige il preventivo;
- firma o timbro per eventuale accettazione.

Il preventivo deve indicare anche se il prezzo comprenda o meno gli oneri fiscali. Nel caso ciò non sia specificato, il prezzo è da ritenersi comprensivo delle tasse. Il preventivo non è da considerarsi un contratto se non è firmato da entrambe le parti. Per tutelarsi, dunque, è buona prassi che il professionista inserisca la firma con l'indicazione “timbro o firma per accettazione”. Una volta che il preventivo è stato firmato, non è più modificabile. Per la creazione di un preventivo è fondamentale non sottovalutare la forma, perché contraddistingue il proprio modo di porsi ad un potenziale cliente. Per questo motivo, il preventivo non può essere un elenco puntato come una lista della spesa ma deve essere curato sia nella forma che nella struttura.